# Reasnor
Reasnor  è una città degli Stati Uniti di 152 abitanti, situata nella contea di Jasper, in Iowa.